# Dalu (köpinghuvudort i Kina, Jiangsu Sheng)
Dalu (kinesiska: 大路, 大路镇) är en köpinghuvudort i Kina. Den ligger i provinsen Jiangsu, i den östra delen av landet, omkring 89 kilometer öster om provinshuvudstaden Nanjing. Antalet invånare är 28 036. Befolkningen består av 13 811 kvinnor och 14 225 män. Barn under 15 år utgör 9,0 %, vuxna 15-64 år 76 %, och äldre över 65 år 14,0 %.
Runt Dalu är det tätbefolkat, med 881 invånare per kvadratkilometer. Närmaste större samhälle är Xiangshan, 19,3 km väster om Dalu. Trakten runt Dalu består till största delen av jordbruksmark.
Genomsnittlig årsnederbörd är 1 302 millimeter. Den regnigaste månaden är juli, med i genomsnitt 255 mm nederbörd, och den torraste är januari, med 30 mm nederbörd.